# 당괄씨
당괄씨(唐括氏)는 여진의 성씨 중 하나이며 원래는 수수(帥水) 외아촌(隈鴉村) 당괄부(唐括部)에서 거주하였다. 금나라를 창건한 완안씨와 혼인 관계에 있었으며, 금나라에서 많은 황후를 배출하며 지배 계층을 형성하였다.